# 瓜拉尼鱷
瓜拉尼鱷（學名：Guarinisuchus）是種海生鱷類，屬於森林鱷科，生存於古新世早期的巴西，約6200萬年前。模式種是莫里茲瓜拉尼鱷（G. munizi）。
瓜拉尼鱷是種優勢掠食動物，身長估計約為3公尺。瓜拉尼鱷與非洲的海生鱷類是近親，顯示這群動物起源於非洲，並在非洲、南美洲分裂之前，遷徙到南美洲。